# هنري هال (لاعب كريكت)
هنري هال (بالإنجليزية: Henry Hall)‏ (1810 بشفيلد في المملكة المتحدة - 1 ديسمبر 1864) هو لاعب كريكت بريطاني (وحمل سابقاً جنسية المملكة المتحدة لبريطانيا العظمى وأيرلندا). لعب مع نادي مقاطعة يوركشاير للكريكت ‏.